# Ardipithecus ramidus
Az Ardipithecus ramidus egy kihalt Hominin faj, ami az Ardipithecus nembe tartozik. A nem másik faját, az Ardipithecus kadabbát 2004-ig az A. ramidus alfajának tekintették.
1994-ben nevezték el. Az első kövület (két vulkáni réteg közötti rétegtani helyzete alapján) 4,4 millió éves.
Mint a legtöbb emberszabásúnak (de ellentétben az összes korábban elismert homininával), egy fogó nagylábujja volt a fákon való mozgáshoz alkalmazkodva. Nincs megerősítve, hogy a csontvázának mennyi más jellemzője tükrözi a földön két lábon járáshoz való alkalmazkodását. Ahogy később a hominináknak, az Ardipithecusnak is redukált szemfogai voltak.
1992-1993-ban fedezték fel az első A. ramidus kövületek tizenhét töredéket, beleértve a koponyát, az állkapcsot, a fogakat és a kar csontjait az Afar-depresszióban, a Middle Awash-folyó völgyében, Etiópiában. Több töredéket nyertek ki 1994-ben, összesen a teljes csontváz 45%-át. 1999 és 2003 között kilenc egyed fogait és csontjait találták meg As Dumanál, Etiópia Afar régiójának nyugati szélén. A kövületek 4,35-4,45 millió évesek.
Kis agya volt (300 és 350 cm³ közötti). Ez némileg kisebb, mint a modern Bonobóké vagy a nőstény közönséges csimpánzé, de sokkal kisebb, mint az  australopithecineké, mint pl. Lucy (~ 400-550 cm³), és nagyjából 20%-a a modern Homo sapiensének. Az állkapcsa sokkal előreállóbb volt, mint a modern emberé.
A fogairól hiányzott a más majmoknál előforduló specializáció, ez pedig azt sugallja, hogy általános mindenevő és gyümölcsevő volt, a tápláléka nem függött nagyon a lombozattól, rostos növényi anyagoktól (gyökerektől, gumóktól, stb), vagy a kemény és vagy abrazív ételtől. A felső szemfog mérete az A. ramidus hímeknél nem különbözött határozottan a nőstényekétől. A felső szemfogaik kevésbé élesek voltak, mint a modern közönséges csimpánzoké, részben azért, mert redukált volt a szemfog mérete, mivel a nagyobb felső szemfogakat élesíthették a kopás ellen az alsó szájban elhelyezkedő fogak. A felső szemfog jellemzői az A. ramidusnál ellentétben vannak a közönséges csimpánzoknál megfigyelt szexuális dimorfizmussal, ahol a hímeknek lényegesen nagyobb és élesebb felső szemfogaik vannak, mint a nőstényeknek.

A térkép a felfedezések helyszíneit mutatja

A felső szemfogának kevésbé kifejezett jellegét arra használták, hogy az A. ramidus és több ősi homonida szociális viselkedésére következtessenek. Különösen arra használták, hogy azt javasolják, hogy a homonidák és az afrikai majmok utolsó közös ősét viszonylag kis hímek közti és csoporton belüli agresszió jellemezte. Ez feltűnően eltér a közönséges csimpánzok szociális mintáitól, amikben a hímek közötti és a csoporton belüli agresszió tipikusan magas. A kutatók egy 2009-es tanulmányban az mondták, hogy ez az állapot  "veszélyezteti az élő csimpánzok magatartási modellként való használatát az ősi emberszabású állapothoz."
Később élt, mint az ember és a csimpánz utolsó közös őse, így nem teljesen képviseli azt. Mindazonáltal bizonyos szempontból eltért a csimpánzoktól, ami arra utal, hogy a közös ős különbözött a modern csimpánzoktól. Miután a csimpánz és az emberi származási vonalak elágaztak, mindkettő lényeges evolúciós változáson ment keresztül. A csimpánzlábak a fa megfogásra specializálódtak, az A. ramidus lába pedig jobban megfelel a járásnak. Az A. ramidus szemfoga kisebb, és ugyanakkora a hímeknél és a nőstényeknél, ami a hímek közötti csökkent konfliktusokat sugallja megnövekedett párkötődéssel és megnövekedett szülői törődéssel. "Így az alapvető reproduktív és szociális viselkedési változások valószínűleg hosszú idővel az agyméret növekedése és a kőeszköz-használat előtt jelentek meg", a kutatócsapat következtetése szerint.

## Ardi
1994-ben fedezték fel az Ardi becenevű viszonylag teljes A. ramidus csontvázat. Kis agyú, 50 kilogramm súlyú nőstény volt, a csontváz tartalmazta a koponya túlnyomó részét és a fogakat, valamint a medencét, a kezeket és a lábakat. Etiópiában fedezték fel az Afar-sivatagban az Awash régió közepén. A lelet rétegtana alapján 4,4 millió éves.
A leírói szerint az emberi evolúció egy eddig kevéssé ismert szakaszát világítja meg, több mint egy millió évvel idősebb Lucynál (Australopithecus afarensis), az ikonikus korai emberős-jelölt 3 200 000 évvel ezelőtt élt. 1974-ben fedezték fel éppen 74 km távolságra Ardi felfedezési helyétől. Azonban mert az "Ardi" csontváz nem több mint 200 000 évvel idősebb, mint a legkorábbi Australopithecusok, és előfordulhat hogy fiatalabb azoknál, ezért néhány kutató kétségbe vonja azt, hogy az Australopithecusok közvetlen őse. Néhány kutató arra következtet a medencéje, végtagjainak formája és a nagylábujja alapján, hogy fakultatív kétlábú volt: két lábon járt, amikor a földön mozgott, de négy lábon, mikor a faágakon mozgott. Primitívebb járóképessége volt, mint a későbbi hominidáké, és lehet, hogy nem tudott járni vagy futni hosszú távolságokon. A fogai azt sugallják hogy mindenevő volt, általánosabban mint a modern majmok.

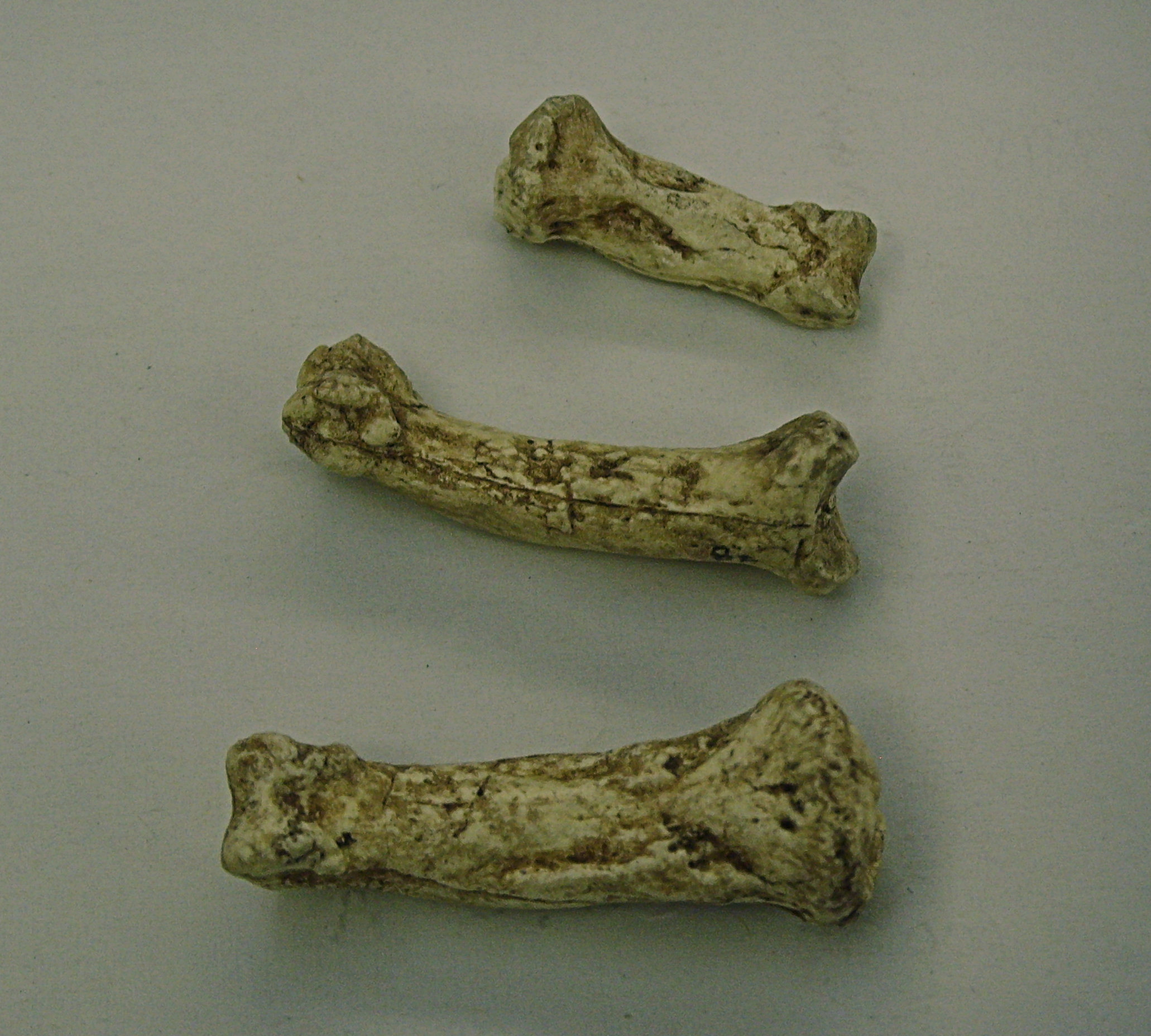
Ardi ujjcsontjainak öntvénye.